# Frida Kahlo

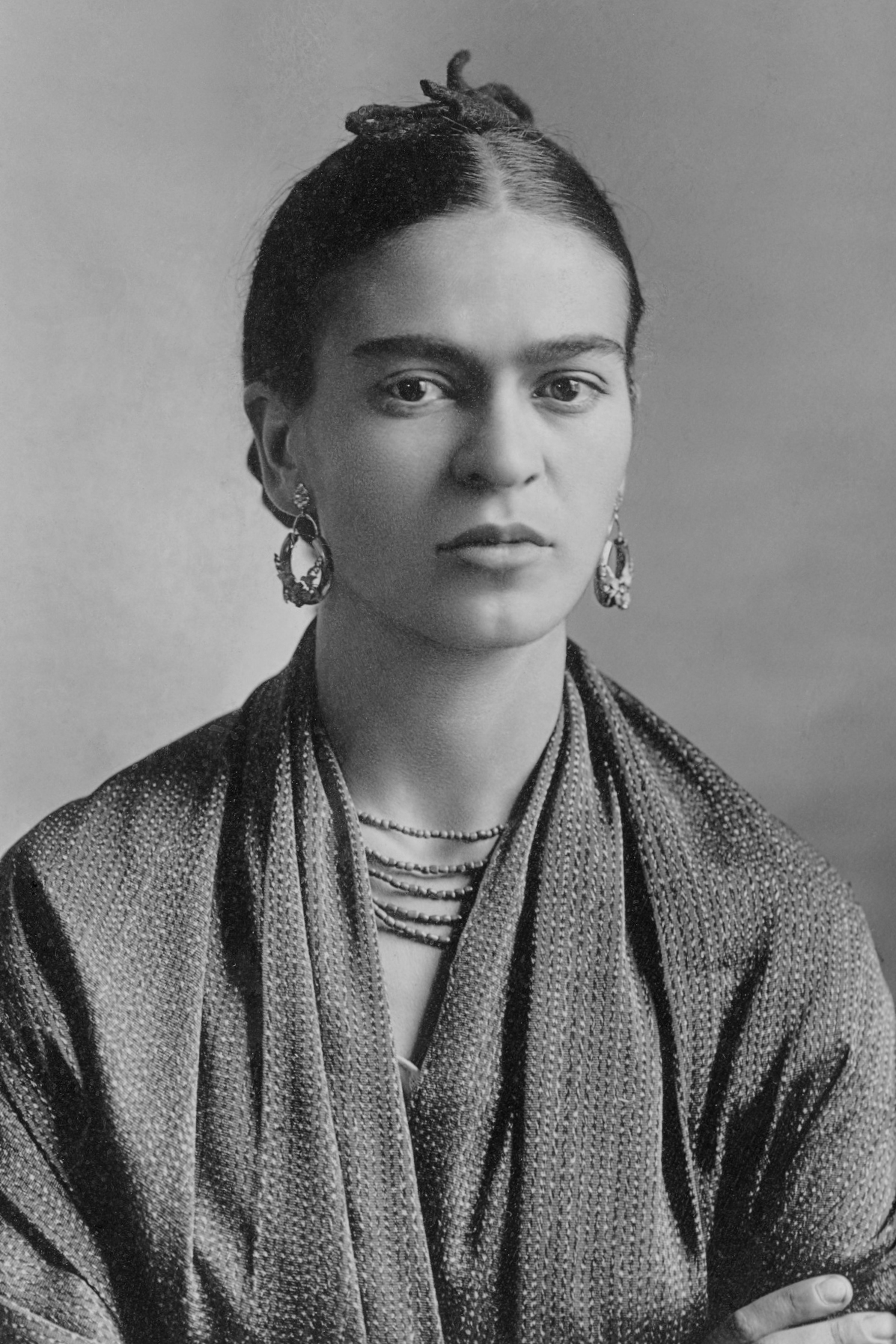
Frida Kahlo, porträtiert von ihrem Vater Carl Wilhelm „Guillermo“ Kahlo (1932)

Frida Kahlo de Rivera (* 6. Juli 1907 als Magdalena Carmen Frieda Kahlo y Calderón in Coyoacán, Mexiko-Stadt; † 13. Juli 1954 ebenda) war eine mexikanische Malerin. Sie zählt zu den bedeutendsten Vertretern einer volkstümlichen Entfaltung des Surrealismus, deren Werk bisweilen Elemente der Neuen Sachlichkeit zeigt.

## Leben

### Familie

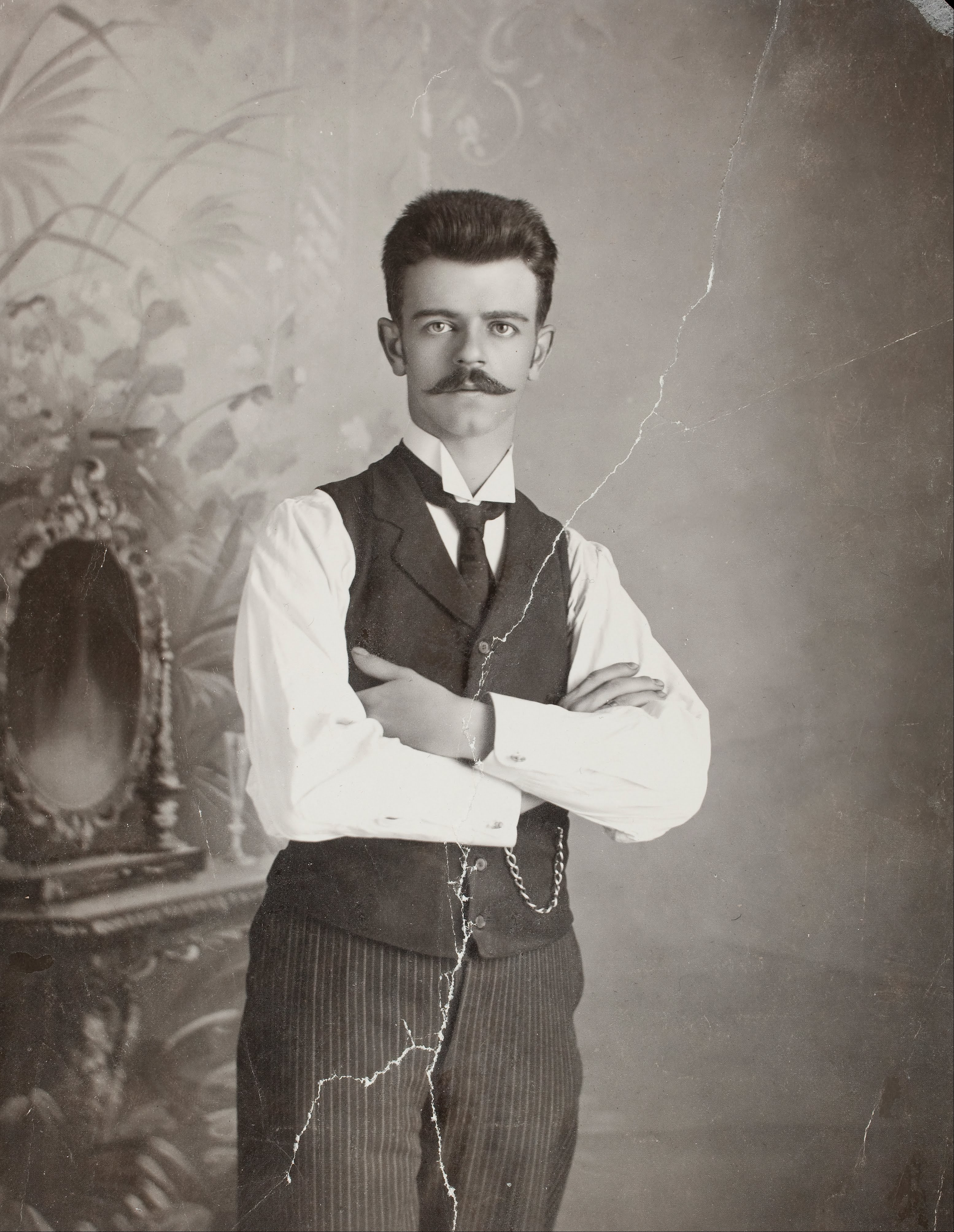
Selbstporträt des Fotografen Carl Wilhelm „Guillermo“ Kahlo (1920)

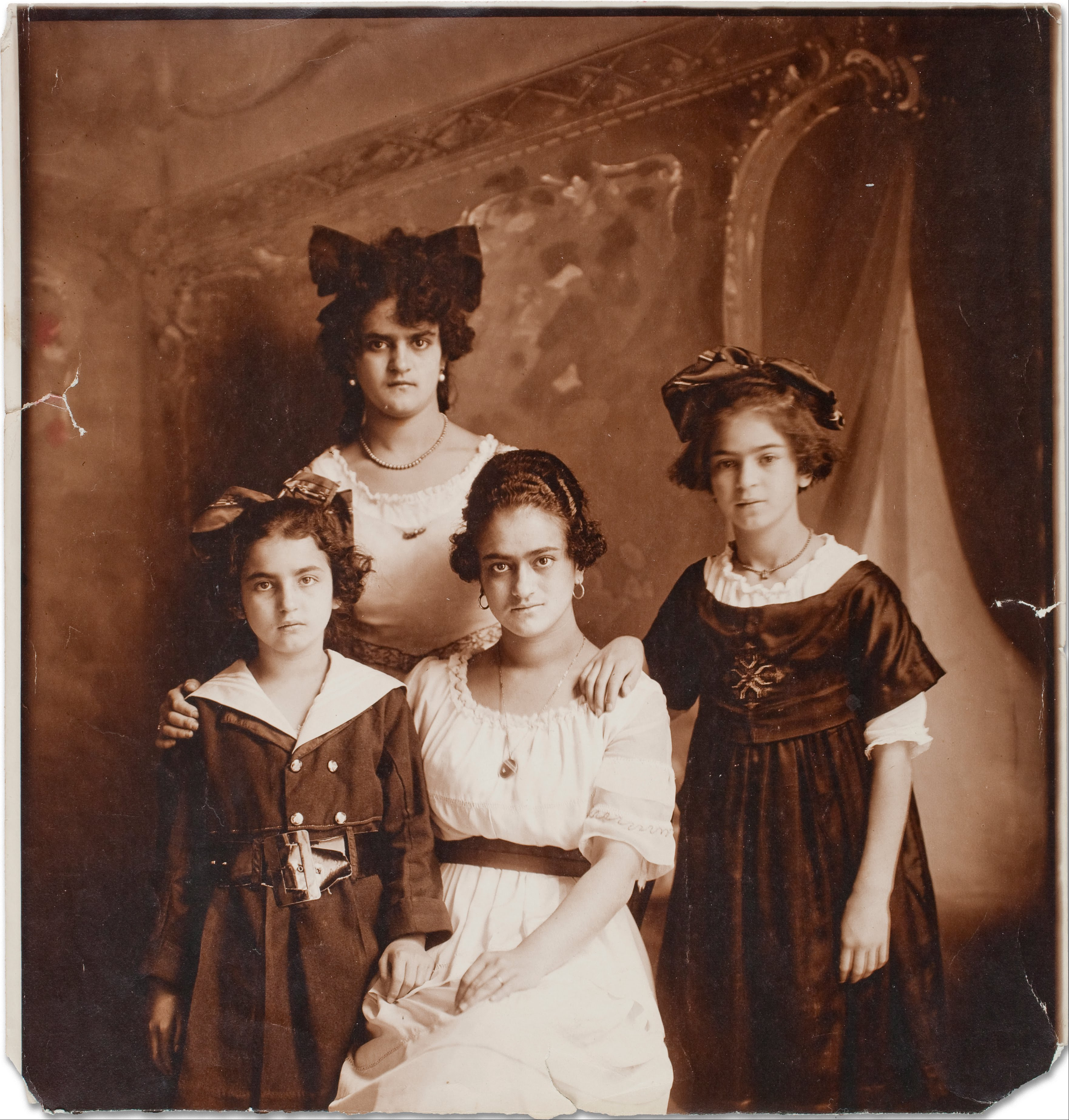
Matilde (links oben), Adriana (Mitte), Frida (rechts) und Cristina Kahlo (links unten), fotografiert von Carl Wilhelm „Guillermo“ Kahlo (1916)

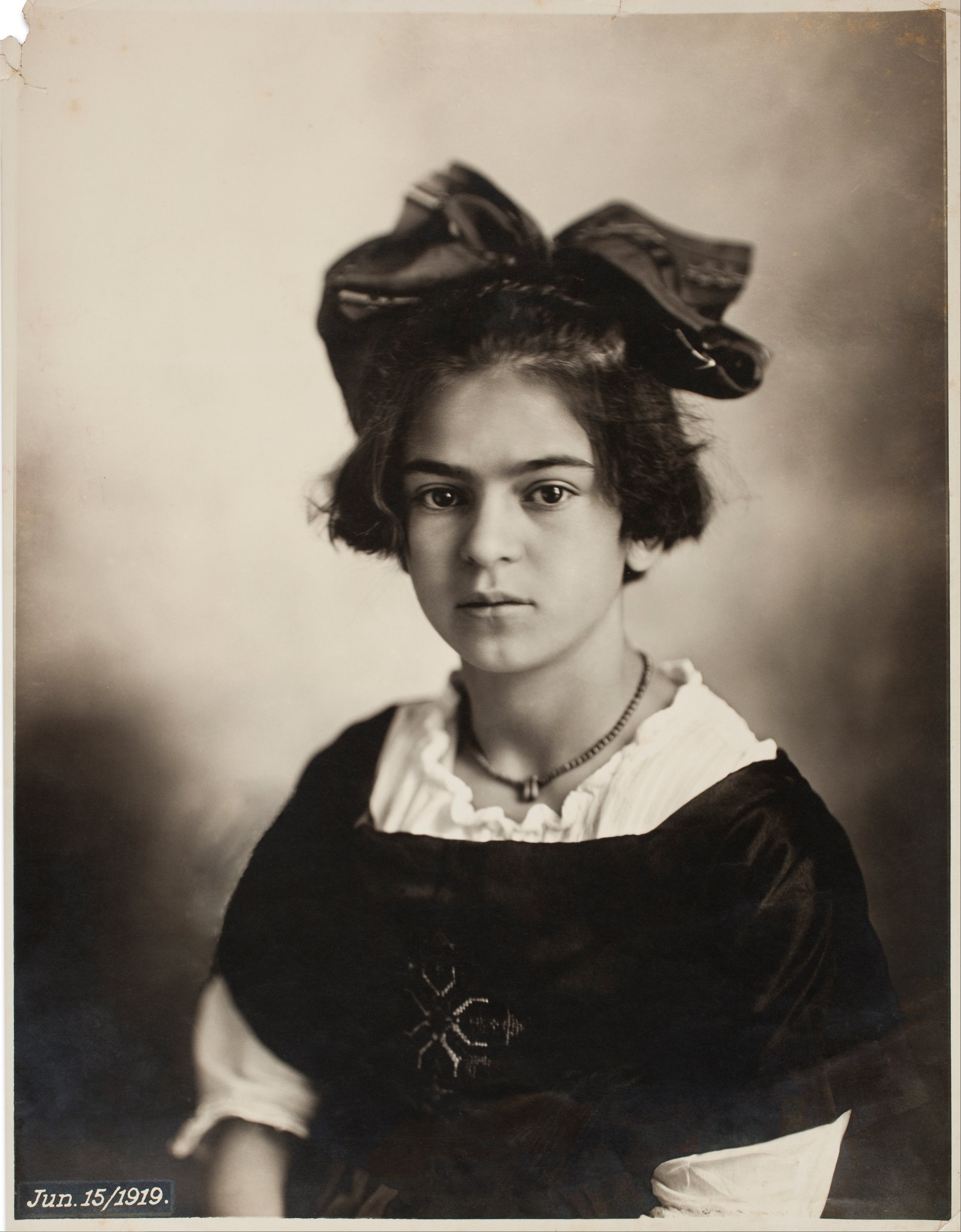
Frida Kahlo im Alter von 12 Jahren, porträtiert von Carl Wilhelm „Guillermo“ Kahlo (1919)

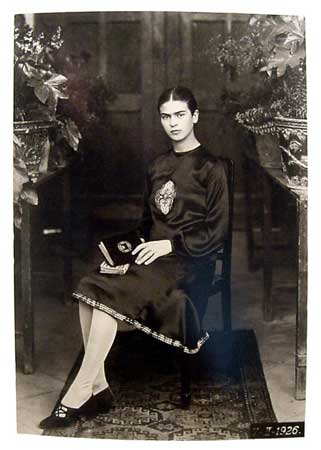
Frida Kahlo, fotografiert von Carl Wilhelm „Guillermo“ Kahlo (1926)

Frida Kahlos Vater, Carl Wilhelm Kahlo (1871–1941), entstammte einer bürgerlichen Familie aus Pforzheim. Frida Kahlo behauptete, die väterliche Familie sei ungarisch-jüdischer Abstammung gewesen. Eine neuere Biografie belegt jedoch, dass der Vater einer lutherisch-deutschen Familie mit Wurzeln in Pforzheim und Frankfurt am Main entstammte.
Wilhelm Kahlos Mutter starb bei der Geburt des vierten Kindes und sein Vater heiratete erneut. Da Wilhelm sich mit seiner Stiefmutter nicht verstand, wanderte er am 12. Mai 1890 als 18-Jähriger nach Mexiko aus. Er ließ sich als Fotograf in Mexiko-Stadt nieder und heiratete die Mexikanerin María Cárdena, mit der er zwei Kinder hatte. Nach vier Jahren ließ er sich einbürgern und hieß fortan Guillermo Kahlo (spanisch für Wilhelm). Als María 1897 starb, heiratete er Matilde Calderón y Gonzalez aus Oaxaca.

### Kindheit und Jugend
Frida Kahlo wurde 1907 als drittes Kind von Matilde und Guillermo Kahlo geboren (damals noch als „Frieda“); sie änderte später ihr Geburtsjahr auf 1910, das Jahr der Mexikanischen Revolution. Sie befand es für wichtig hervorzuheben, dass ihr Leben mit dem neuen Mexiko begonnen habe. Die Revolution stürzte die Familie in große finanzielle Schwierigkeiten, so dass sie das Haus mit einer Hypothek belasten und einen Teil des französischen Mobiliars verkaufen musste.
Frida Kahlos Mutter war Analphabetin. Sie brachte Frida und ihren Schwestern früh das Nähen und Sticken sowie das Erledigen der Hausarbeit bei. Zudem bestand sie auf dem täglichen Besuch der Kirche. Frida und ihre jüngere Schwester Cristina lehnten sich jedoch gegen das Weltbild der Mutter auf. Als Frida sieben Jahre alt war, lief ihre älteste Schwester Matilde von zu Hause weg, um mit ihrem Freund zu leben. Auch als einige Jahre später der Kontakt zur Schwester wieder hergestellt war, verzieh ihr die Mutter nicht. Die Familie versöhnte sich erst 1927. Fridas Vater, der neben seinem Beruf wenig Zeit mit seinen sechs Töchtern verbrachte (Frida wuchs mit drei Schwestern und zwei Halbschwestern auf), erkor Frida zu seinem Lieblingskind und führte sie bald an die Kunst des Fotografierens heran. Frida lernte von ihm das genaue Beobachten der Natur, das Aufnehmen und Entwickeln von Fotos sowie Techniken des Retouchierens.
Als Sechsjährige erkrankte Kahlo an Kinderlähmung, durch das lange Krankenlager behielt sie ein dünneres und etwas kürzeres rechtes Bein zurück. Trotz des fortan notwendigen Tragens einer Ferseneinlage trieb sie als Kind viel Sport (Schwimmen, Radfahren).
Ab 1922 besuchte Kahlo die Escuela Nacional Preparatoria, eine der besten mexikanischen Schulen. Dort lernte sie unter anderem Xavier Villaurrutia und Jorge Cuesta kennen.
Am 17. September 1925 wurde Frida Kahlo Opfer eines Busunglücks, bei dem sich eine Stahlstange durch ihr Becken bohrte, so dass sie ihren Alltag fortan immer wieder liegend und in einem Ganzkörpergips oder Stahlkorsett verbringen musste. Zum Zeitvertreib begann sie, im Bett zu malen.

### Leben und künstlerische Karriere

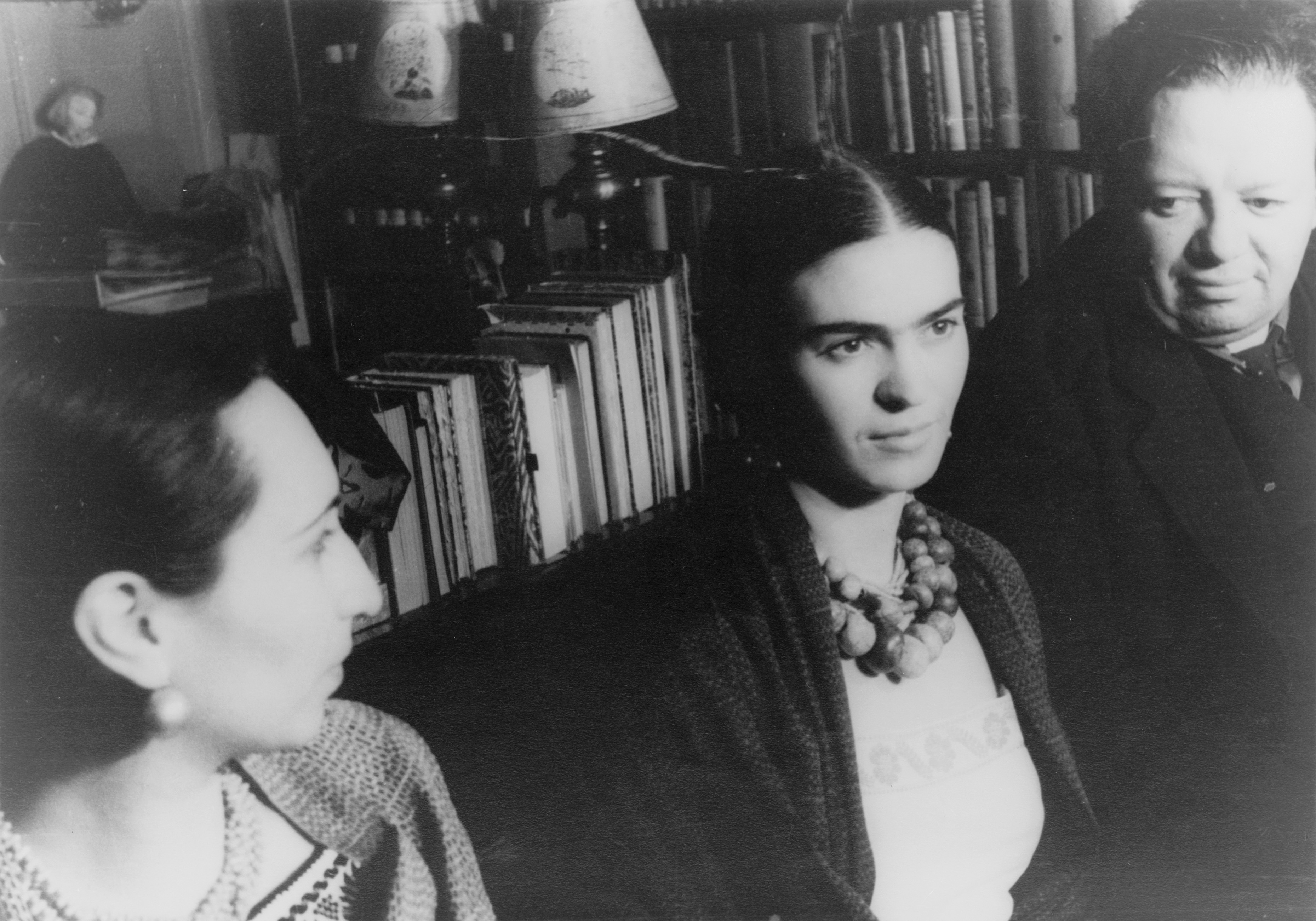
Frida Kahlo (Mitte) mit Diego Rivera, Foto von Carl Van Vechten (1932)

Porträt von Frida Kahlo und Diego Rivera, fotografiert von Carl Van Vechten, 1932

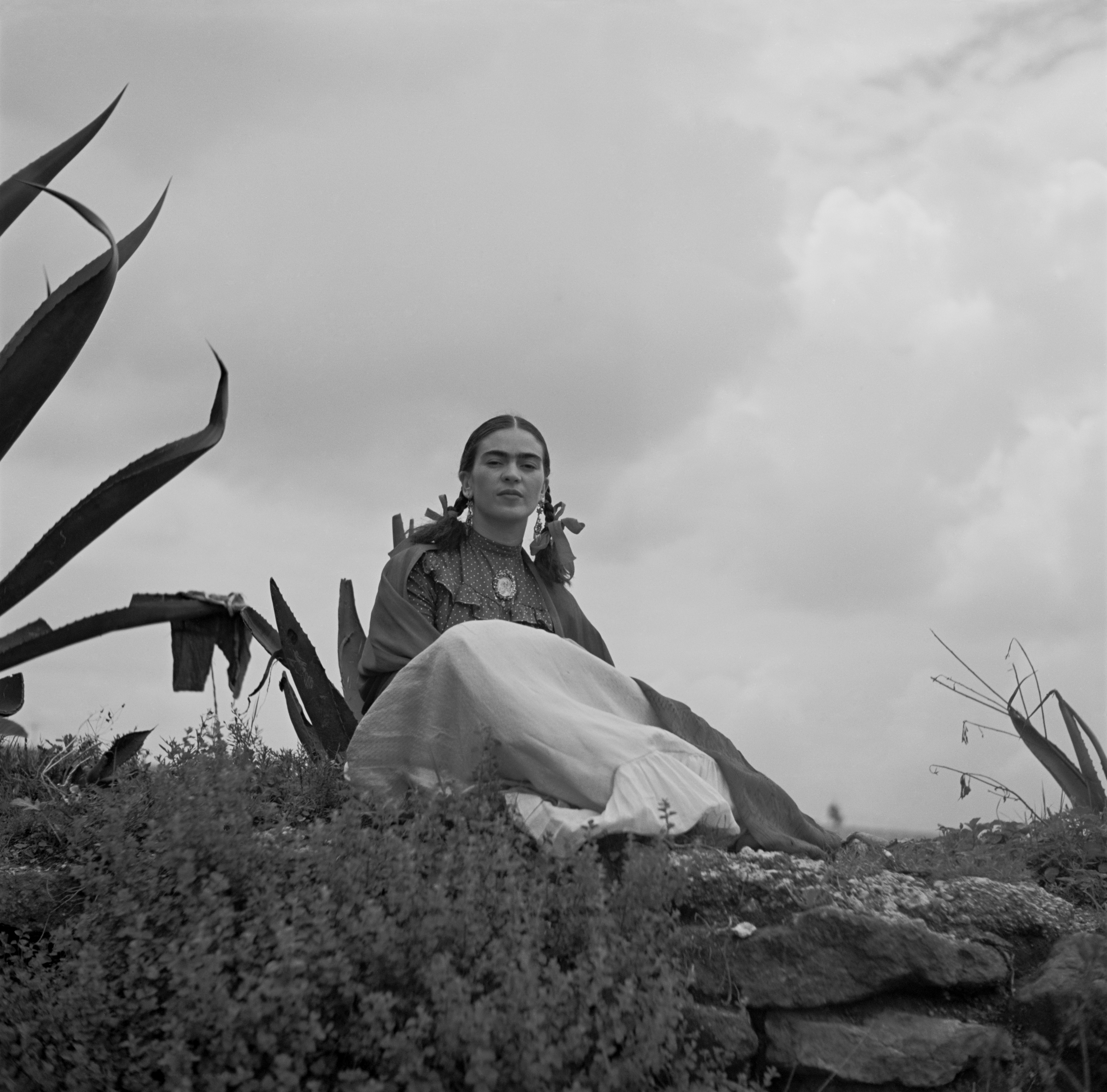
Fotografie Kahlos von Toni Frissell für Vogue (1937)

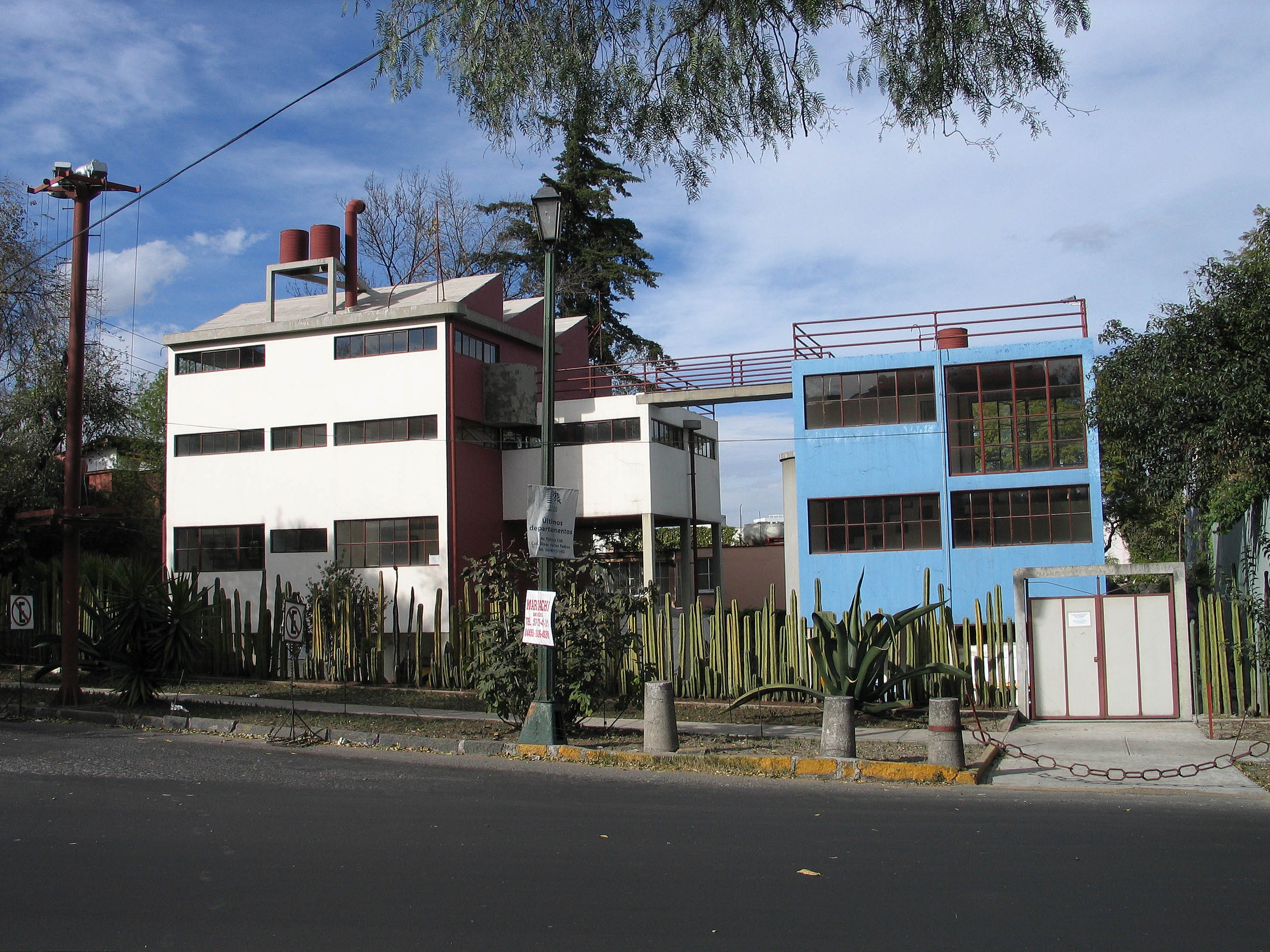
In diesem Doppelhaus in San Ángel (Mexiko-Stadt) lebten Rivera und Kahlo von 1934 bis 1940.

Im September 1926, mit 19 Jahren, malte sie ihr erstes Selbstporträt, das Selbstbildnis mit Samtkleid. Als Grund für ihre Selbstporträts nannte sie: „Ich male mich, weil ich sehr viel Zeit allein verbringe und weil ich das Motiv bin, das ich am besten kenne.“ Entgegen allen medizinischen Prognosen lernte Frida Kahlo wieder gehen, gleichwohl litt sie ihr ganzes Leben unter den Folgen des schweren Unfalls. Das Malen wurde zum Ausdruck ihrer seelischen und körperlichen Qualen. Infolge des Unfalls konnte sie keine Kinder bekommen. Mehrere Fehlgeburten verarbeitete sie in Bildern wie Meine Geburt; über den Schmerz hinwegtrösten konnten sie sie jedoch nicht.
Frida Kahlo heiratete am 21. August 1929 den fast 21 Jahre älteren mexikanischen Maler Diego Rivera, der aufgrund seiner riesigen politisch-revolutionären Wandbilder (Murales) bereits weltberühmt war. Rivera wurde 1929 aus der Partido Comunista Mexicano ausgeschlossen, auch Kahlo verließ daraufhin die Partei. Kahlo beklagte die häufige Untreue ihres Gatten, die sie ebenfalls in ihren gefühlsbetonten Bildern verarbeitete. Am 6. November 1939 ließ sie sich von ihm scheiden und flüchtete sich in Alkohol, Affären und ihre Malerei. Doch trotz der Schwierigkeiten blieb Rivera immer ein wichtiger Mann in ihrem Leben. Am 8. Dezember 1940 heiratete sie ihn ein zweites Mal.
In den 1930er Jahren unterstützte sie zusammen mit Rivera den russischen Revolutionär und einst wichtigsten Mann in der jungen Sowjetunion neben Lenin, Leo Trotzki, 1937 schenkte sie ihm ein Haus in Coyoacán. 1938 lernten André Breton und seine Frau Jacqueline Lamba auf einer Vortragsreise in Mexiko das Künstlerehepaar kennen; mit Lamba verband sie eine enge Freundschaft. Frida hatte noch mehrere Liebesaffären, außer mit Trotzki auch mit dem Fotografen Nickolas Muray, der costa-ricanischen Sängerin Chavela Vargas, Dolores del Río und dem Deutschen Heinz Berggruen, der später ein bedeutender Kunstsammler wurde. Mit 39 Jahren lernte sie den katalanischen Künstler José Bartoli in New York kennen, mit dem sie später ebenfalls eine Affäre hatte. Gegen Ende ihres Lebens verehrte sie Trotzkis Gegenspieler Josef Stalin; im Museo Frida Kahlo befinden sich zwei Porträts, die sie von Stalin anfertigte.
Gemeinsam mit ihrem Mann zählte sie 1943 zu den ersten Lehrkräften an der nationalen Kunstschule „La Esmeralda“.
Erst 1953 wurden ihre Werke erstmals auch in ihrer Heimat Mexiko in einer Einzelausstellung gezeigt, eine Anerkennung, die sie sich schon lange gewünscht hatte. Zu dieser Zeit bereits bettlägerig, ließ sie sich darin zur Vernissage tragen. Wenig später wurde ihr rechter Unterschenkel (vom Knie abwärts) amputiert.
Frida Kahlo starb am 13. Juli 1954 im Alter von 47 Jahren an einer Lungenembolie. Einige ihrer Freunde schlossen auch einen Selbstmord nicht aus, da die Malerin schon früher versucht haben soll, sich das Leben zu nehmen. Beweise dafür gibt es nicht, zumal Diego Rivera die Obduktion ihrer Leiche ablehnte.

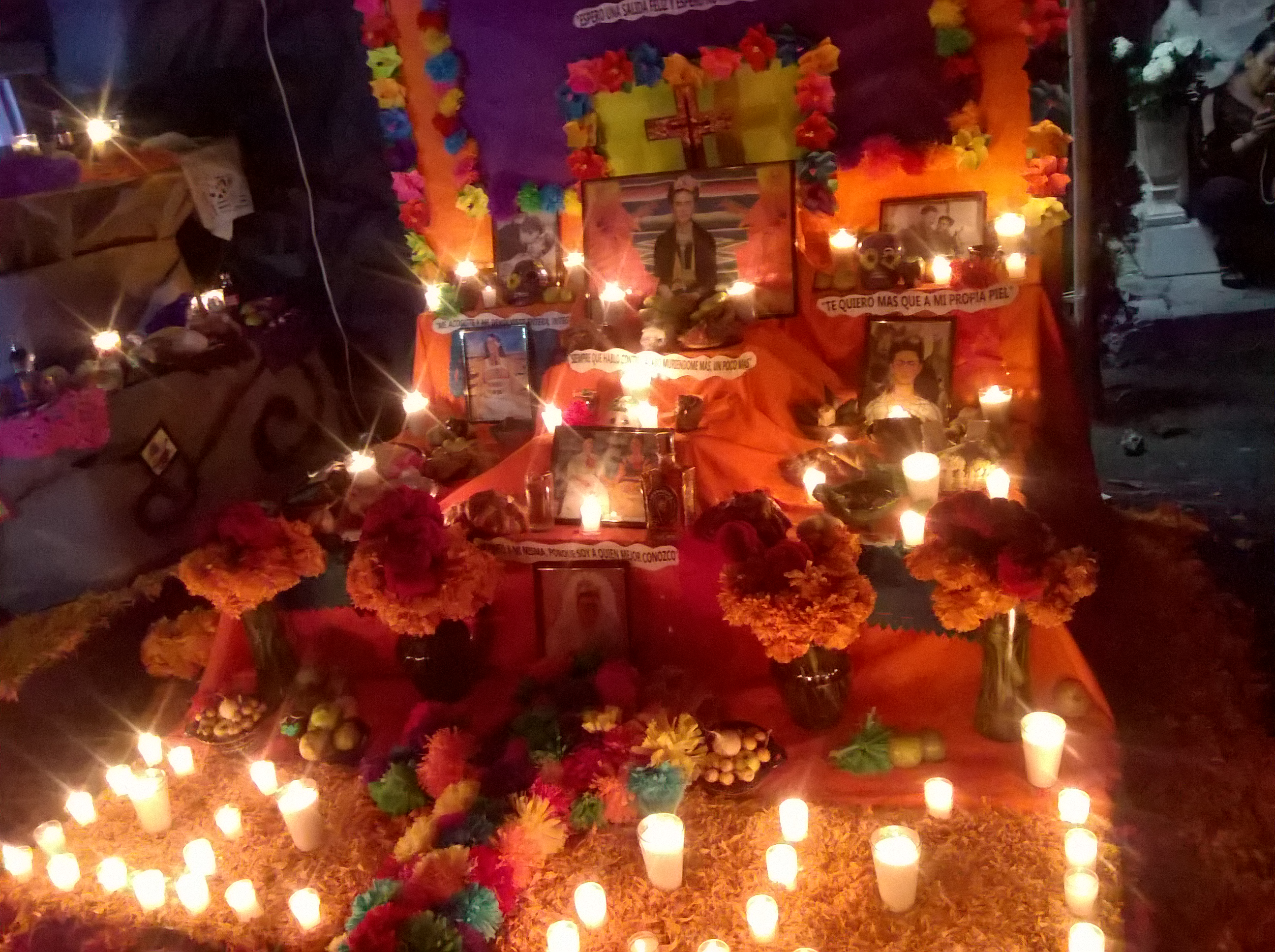
Altar am Tag der Toten, Frida Kahlo auf dem städtischen Friedhof von Orizaba gewidmet

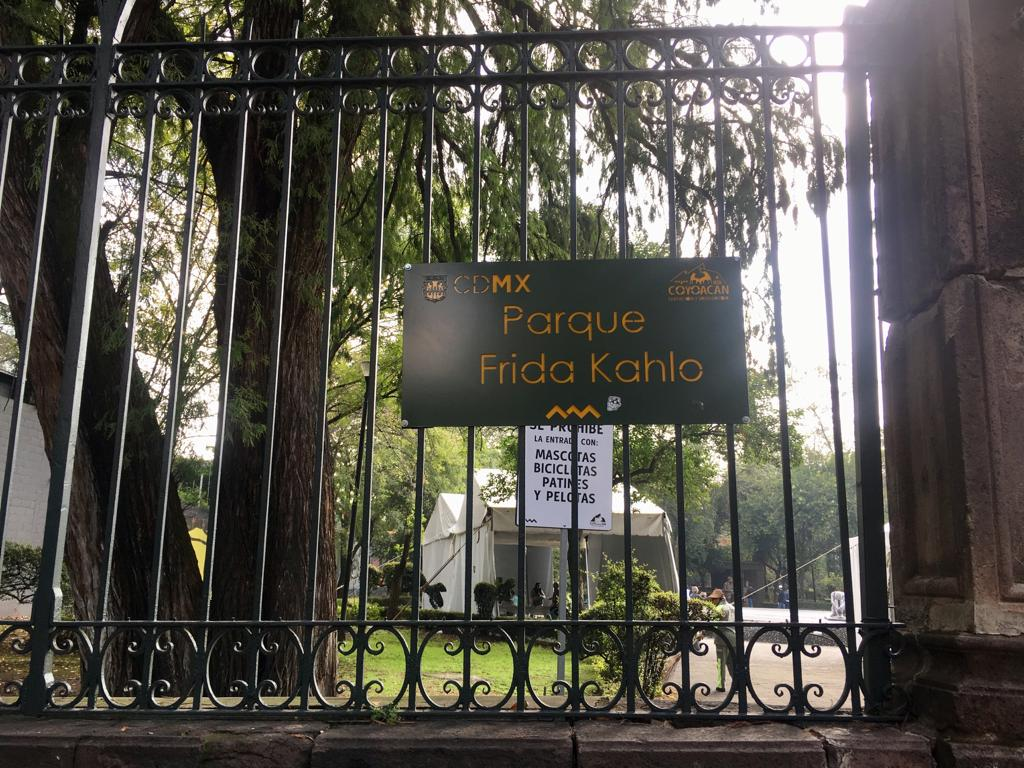
Frida Kahlo Park in Coyoacán, Mexiko-Stadt

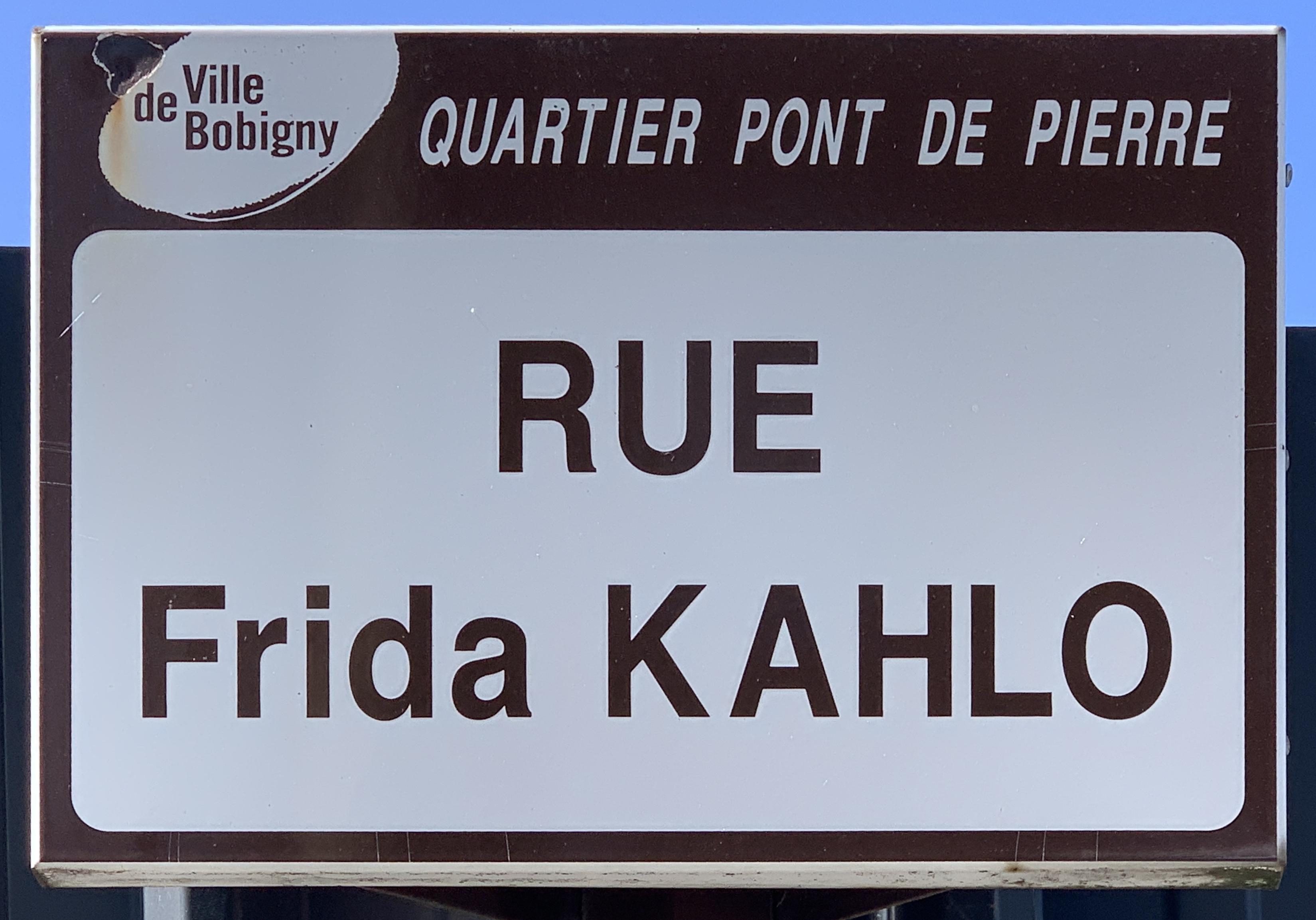
Rue Frida Kahlo in Bobigny

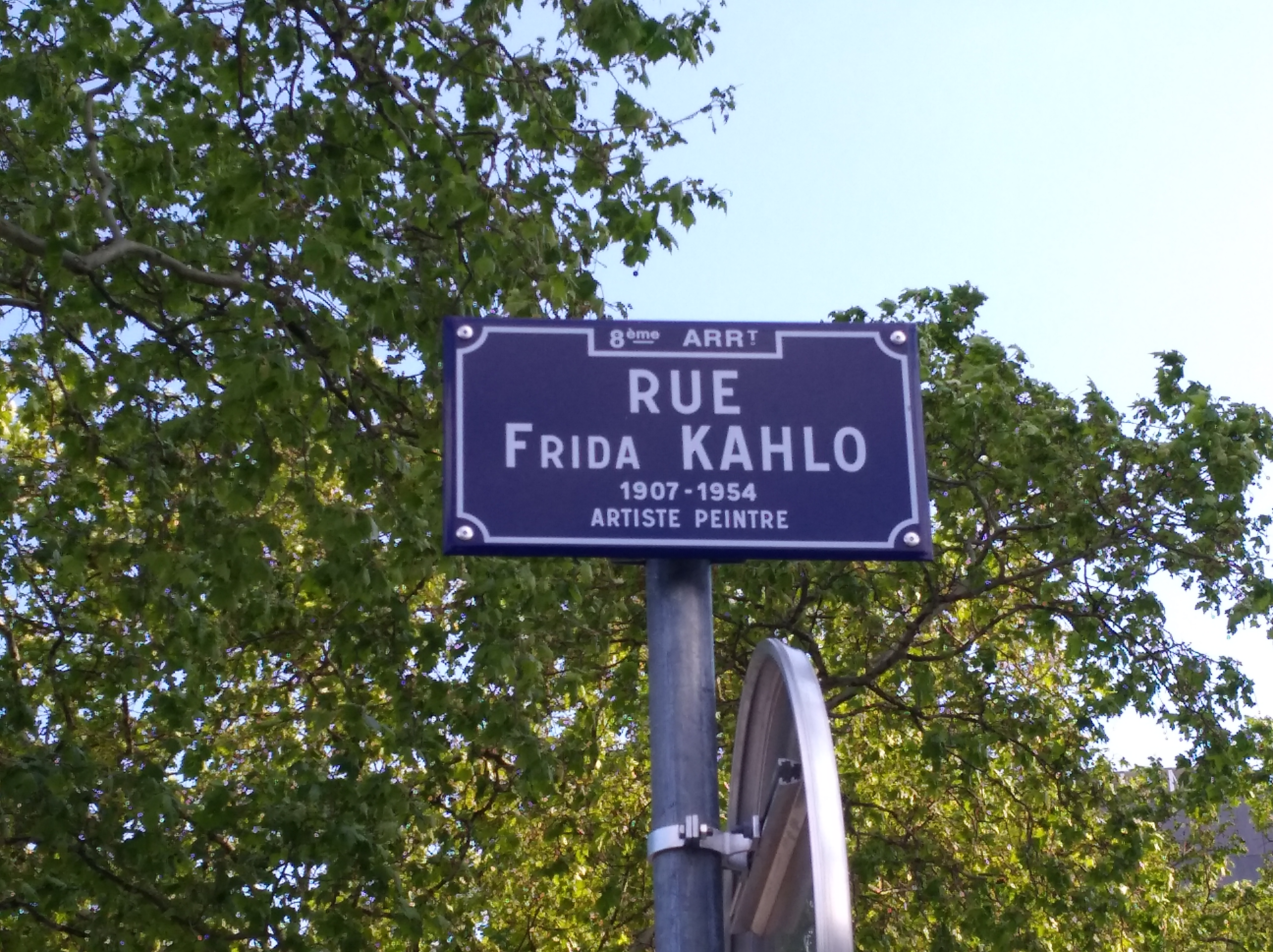
Straßenschild der Rue Frida Kahlo im 8. Arrondissement von Lyon

Im Juni 2019 veröffentlichte die mexikanische Nationale Phonothek eine knapp zweiminütige Tonaufnahme mit einem mutmaßlichen Radiobeitrag Frida Kahlos aus den 1950er Jahren, die als bisher einzige Tonaufnahme Kahlos gelten soll. Es wird allerdings auch angezweifelt, dass es sich tatsächlich um Frida Kahlos Stimme handelt, da die auf der Aufnahme zu hörende Stimme nicht den Beschreibungen der Stimme der Malerin durch Zeitgenossen entspricht.

## Werk und Bedeutung
Frida Kahlo ist die mit Abstand bekannteste Malerin Mexikos, wenn nicht sogar  Lateinamerikas. Ihre Bilder wurden von der mexikanischen Regierung offiziell zum „nationalen Kulturgut“ erklärt. Ihr Ganzkörper-Selbstbildnis Raíces erzielte im Mai 2006 einen Versteigerungserlös von 5,6 Millionen US-Dollar und galt damals als das bislang teuerste Bild eines lateinamerikanischen Künstlers. (Zu weiteren Versteigerungen mit höheren Erlösen siehe den Abschnitt „Kunstmarkt“ unten.)
Zu ihrem Mythos trug ihr bewegtes Leben bei: ihre Krankheit, ihre Leiden, ihre Ehe mit Diego Rivera, dessen Untreue und ihre Affären. Hinzu kommen ihr revolutionärer Eifer und ein leidenschaftlicher Patriotismus. Kahlo zeigte sich gern in traditioneller Tracht; die Frisur hochgesteckt nach Art der Frauen aus Oaxaca und angetan mit deren traditionellem Schmuck. Damit betonte sie ihre indigenen Wurzeln bewusst öffentlich. Dies war zu jener Zeit ungewöhnlich, zumal rassistische Kriterien für die Stellung in der stark hierarchisch gegliederten mexikanischen Gesellschaft maßgeblich waren.
Als Künstlerin bearbeitete Frida Kahlo in ihren Bildern ihr Leiden – insbesondere ihre chronische Krankheit –, aber auch ihre Eheprobleme. Unter ihren 143 Bildern sind 55 Selbstbildnisse. Nach unzähligen Operationen an Wirbeln und der Amputation ihres rechten Fußes blieb von Kahlos Lebensfreude in ihrer Kunst kaum etwas übrig. Sie wirkt in all ihren Bildern ernst, wobei die Ernsthaftigkeit aber meistens von hellen Farben kontrastiert wird. Ihr Damenschnurrbart und die zusammengewachsenen Augenbrauen werden in ihren Selbstporträts zu ihrem „Markenzeichen“. Oft werden sie von ihr viel stärker hervorgehoben, als sie in Wirklichkeit waren. Oft weisen kleine Symbole in ihren Bildern auf seelische und körperliche Wunden hin. Kahlos Werke zeigen surrealistische Einflüsse, doch lehnte sie selbst diese Zuschreibung ab.
Diego Rivera will Kahlo nie künstlerisch beeinflusst haben, vielmehr soll er ihre Eigenart und Selbstständigkeit stets voll akzeptiert haben. Einem Kritiker schrieb er: „Ich empfehle sie Ihnen nicht, weil ich ihr Ehemann bin, sondern weil ich ein fanatischer Bewunderer ihres Werkes bin.“ Nach ihrem Tod bekannte er, sie sei das Wichtigste in seinem Leben gewesen. Frida Kahlo notierte in ihren Tagebüchern, sie hätte ohne Diegos Liebe das qualvolle Dasein nicht ertragen können.
Frida Kahlo bezieht sich in ihren Werken oft auf die präkolumbische mexikanische Kunst der Azteken und Maya und reflektiert die europäische Kunstgeschichte. Ihre Arbeiten befassen sich zudem mit sozialen und politischen Problemen. Sie war überzeugte Marxistin und brachte dies unter anderem in ihrem Gemälde El marxismo dará salud a los enfermos (Der Marxismus wird den Kranken Heilung bringen, 1954) zum Ausdruck. Zunächst sah sie sich Leo Trotzki und dem Trotzkismus verbunden, änderte ihre Meinung allerdings später und war bis zu ihrem Tod eine Anhängerin Stalins.

### Selbstbildnisse mit Tieren
Im Werk Frida Kahlos tauchen in den 1940er Jahren vermehrt Selbstbildnisse mit Tieren auf. Die meisten dieser Tiere hielt sie sich auch im realen Leben. Sie besaß unter anderem einen Xoloitzcuintle-Hund, mehrere Vögel, ein Reh und zwei Affen. Letztere tauchten zu dieser Zeit mehr als sieben Mal in ihren Porträts auf. Dabei bildete sie jedoch nicht nur ihre Haustiere realistisch ab, sie wollte durch sie ihre seelischen Zustände verkörpern, zum Beispiel im Selbstbildnis als durch Pfeile verletzter Hirsch von 1946.
Da die Malerin in diesem Abschnitt ihrer Karriere sehr darauf bedacht war, mit ihrer Kunst Geld zu verdienen, wählte sie beispielsweise Affen statt schockierender Körperdarstellungen, die Auftraggeber abgeschreckt hätten. Die Werke, die Kahlo in den 1940er Jahren schuf, ähneln sich stark. Sie malte meist Brustportraits. Die Selbstbildnisse mit Affen ähneln sich auch durch die leicht schräge Haltung ihres Kopfes und die abschirmende Blätterwand. Sie unterscheiden sich nur durch kleine Details wie verschiedene Symbole und die Farbgebung. Auch die Wirkung der Affen variiert. Manchmal unterstreichen die Tiere ihre Einsamkeit, ein anderes Mal stellt der Affe ihr Alter Ego dar, wobei oft unklar bleibt, ob dieses ihr Freund oder Feind ist.

### Farbkanon
Anfang der 1940er Jahre notierte die Malerin die Bedeutung ihrer Farben in ihrem Tagebuch:
- Grün = warmes, gutes Licht
- Rötliches Purpur = aztekisch, Tlapalli,[24] altes Blut des Birnenkaktus, die lebendigste und älteste Farbe
- Braun = Farbe des Muttermals, des vergehenden Blattes, die Erde
- Gelb = Wahnsinn, Krankheit, Angst; ein Teil der Sonne und Freude
- Kobaltblau = Elektrizität und Reinheit, Liebe
- Schwarz = nichts ist schwarz, wirklich überhaupt nichts
- Laubgrün = Blätter, Trauer, Wissenschaft; ganz Deutschland hat diese Farbe
- Grünliches Gelb = noch mehr Wahnsinn und Geheimnis; alle Gespenster tragen Anzüge in dieser Farbe, oder zumindest kommt die Farbe in der Unterkleidung vor
- Dunkelgrün = die Farbe von schlechten Nachrichten und guten Geschäften
- Marineblau = Entfernung; auch Zärtlichkeit kann von diesem Blau sein
- Magenta = Blut? Na wer weiß?!

## Rezeption
Die weitaus größte Rezeption hat die Künstlerin in schriftlicher Form, vor allem in Biographien, Einführungen und Kommentaren zu unzähligen Bildbänden und Ausstellungskatalogen, gefunden. In den meisten Fällen werden Leben und Kunst in enger Verknüpfung präsentiert.
Frida Kahlo musste allerdings sehr lange um Anerkennung kämpfen. Trotz einiger Erfolge bekam sie eine wirkliche Würdigung ihrer Arbeit nicht zu Lebzeiten, sondern erst lange nach ihrem Tod:

„Zu Lebzeiten war Frida Kahlo vor allem die exotische Blume am Knopfloch des großen Meisters Diego Rivera. Nach ihrem Tod 1954 war es lange Zeit still um sie, und erst zu Beginn der 1970er Jahre wurde sie im Zuge der Frauenbewegung wiederentdeckt. Seitdem hat es zahlreiche Ausstellungen ihrer Werke und vielfältige Hommagen an die Frau und Künstlerin Frida Kahlo gegeben, und ihre Popularität ist stetig gestiegen. In ihrer Wirkung hat sie Diego Rivera längst übertroffen.“

Mit ihrem Stil und ihrer Betonung von Frauen wurde Kahlo oft mit der indisch-ungarischen Künstlerin Amrita Sher-Gil verglichen.

### Rezeption in der Kunst
Eine Schule im eigentlichen Sinne hat Frida Kahlo nicht begründet, obwohl sie eine Zeitlang Professorin an der Akademie „La Esmeralda“ war.

### Film
Frida Kahlos Leben wurde mehrmals verfilmt und in einigen Dokumentarfilmen porträtiert.
- Zum ersten Mal geschah dieses 1965 in The Life and Death of Frida Kahlo, erzählt von Karen and David Crommie. Als der Film 1966 beim Internationalen Filmfestival von San Francisco gezeigt wurde, war Frida Kahlo dem Kinopublikum noch weitgehend unbekannt.

- Frida Kahlo – Es lebe das Leben (Frida, naturaleza viva) des mexikanischen Regisseurs Paul Leduc entstand im Jahr 1986. Ofelia Medina interpretiert in authentischer Weise Leben und Leiden von Frida Kahlo. Die Erzählung geht nicht chronologisch vor; Erinnerungen, Fragmente werden aneinandergereiht, viele Szenen sind akustisch untermalt mit Musik und Radioprogrammen jener Zeit, die Geschehnisse spielen sich oft wortlos ab. Kahlos Welt von Schmerz, Isolation, Einsamkeit und Leid wird erlebbar.

- Im Jahr 2000 entstand der experimentelle Kurzfilm Frida Kahlo’s Corset von Liz Crow.

- Frida, die Verfilmung mit Salma Hayek als Hauptdarstellerin, stammt aus dem Jahr 2002. Der Film basiert auf der von Hayden Herrera veröffentlichten Biografie. Die Hollywood-Produktion machte Frida Kahlo einer breiten Öffentlichkeit bekannt. In ihr tritt auch Chavela Vargas kurz auf („La Llorona“), ebenso die mexikanische Sängerin Lila Downs.

- Frida Kahlo – Wilde Tage in Coyoacán ist ein Dokumentarfilm aus Deutschland aus dem Jahre 2010 von Angelika Lizius, produziert vom Bayerischen Rundfunk in der Reihe Lido.[26]

- Ein weiterer Dokumentarfilm über Kahlo ist Frida von Carla Gutiérrez, der 2024 veröffentlicht wurde.

### Theater
Es gibt zahlreiche von Kahlos Leben inspirierte Theaterstücke und Inszenierungen. Im Folgenden eine kleine Auswahl. Attention peinture fraîche (französisch: Vorsicht, frisch gestrichen) wurde im Sommer 2006 auf dem Theaterfestival in Avignon aufgeführt und war zuvor schon erfolgreich in Paris. Das Tanztheaterstück Frida Kahlo von Johann Kresnik wurde 1992 in Bremen uraufgeführt. 2008 entstand das Stück FRIDA [KAHLO] – Farbiges Band um eine Bombe unter der Regie von Anja Gronau und künstlerischer Mitarbeit/Dramaturgie von Sabrina Glas. Darin wurde Kahlos künstlerisches und politisches Schaffen in den Mittelpunkt gerückt. 2011 inszenierte Nora Hecker ihr Stück Frida. Gehst du? Nein! im Theaterhaus Berlin. Das Stück setzte sich aus Bildbeschreibungen und Tagebucheinträgen der Malerin zusammen.

### Oper
Die mexikanische Komponistin Marcela Rodríguez fügt in ihrer Kammeroper Las cartas de Frida Ausschnitte aus dem Leben von Frida Kahlo zusammen. Dabei verarbeitet sie Texte der Künstlerin aus dem im Jahr 2002 veröffentlichten Nachlass. Die Oper wurde am 26. Oktober 2011 am Städtischen Theater Heidelberg welturaufgeführt, mit der Sopranistin Sybille Witkowski in der Hauptrolle und Mitgliedern des Philharmonischen Orchesters der Stadt Heidelberg unter der musikalischen Leitung von Mirga Gražinytė-Tyla. Auch etliche Zusatzvorstellungen bestätigten den Erfolg des Bühnenwerks. Die Oper Las cartas de Frida wurde für kleines Orchester und einen Sopran komponiert. Die Sprache der Oper (Libretto) ist mexikanisch als ein Dialekt des Spanischen.
Der finnische Komponist Kalevi Aho schuf die vieraktige, dreistündige Kammeroper mit dem Titel Frida y Diego. Das Libretto (in spanischer Sprache) von Maritza Nuñez basiert auf den Biografien von Frida Kahlo und Diego Rivera. Die Uraufführung fand im Oktober 2014 am Musiikkitalo (Musikzentrum Helsinki) statt.

### Hörspiel
Der WDR produzierte 2023 die vierteilige Mini-Serie „Die andere Frida“ von Letícia Milano und Tina Müller.

### Belletristik
Francisco Haghenbeck schrieb in Das geheime Buch der Frida Kahlo über das Leben Kahlos.

### Kunstmarkt
Kahlos Selbstporträt Diego y yo (Diego und ich) aus dem Jahr 1949 erzielte im November 2021 bei Sotheby’s mit 34,9 Millionen Dollar den höchsten Preis, der je für ein Gemälde eines lateinamerikanischen Künstlers bezahlt wurde. Damit überflügelte sie ihren Ehemann Diego Rivera. Den bisherigen Rekord hielt sein Gemälde Los Rivales (1931), das 2018 für 9,76 Millionen Dollar versteigert worden war. Der bisherige Rekordpreis für ein Frida-Kahlo-Gemälde lag bei acht Millionen Dollar im Jahr 2016.
Der in Florida lebende mexikanische Unternehmer Martin Mobarak erwarb nach eigenen Angaben 2015 für 10 Millionen US-Dollar aus Privatbesitz eine um 1944 entstandene Aquarellzeichnung Kahlos. Es handelte sich um ein aus einem Tagebuch gerissenes Blatt, auf dem fantastische Wesen zu sehen sind. Im August 2022 wurde auf YouTube ein Video veröffentlicht, das die Verbrennung dieser Zeichnung namens Fantasmones siniestros (unheimliche Geister) zeigen soll. Ziel dieser Aktion sei es gewesen, das Bild in Form von 10.000 NFTs im Wert von etwa 40 Millionen US-Dollar zu verkaufen. Laut Mobarak soll ein Teil der Einnahmen wohltätigen Zwecken sowie dem Museo Frida Kahlo und dem Palacio de Bellas Artes in Mexiko-Stadt zukommen. Das mexikanische Kulturministerium prüft rechtliche Schritte, da das vorsätzliche Zerstören von Kulturdenkmälern in Mexiko einen Straftatbestand darstellt.

### Barbie-Puppe
2018 warf Kahlos Großnichte Mara Romeo dem Hersteller Mattel den Diebstahl von Bildrechten um eine Kahlo-Barbie-Puppe vor. Die US-Firma Frida Kahlo Corporation, die ebenfalls Anspruch auf die Bildrechte der Künstlerin erhebt, hat eng mit Mattel kooperiert.

## Frida-Kahlo-Museum
Kahlos farbenfrohes Elternhaus, das wegen seiner in Blautönen gehaltenen Außenwände Casa Azul (Blaues Haus) genannt wird, liegt in der Calle Londres 247 in Coyoacán. Zwischen 1929 und ihrem Tod 1954 lebte Frida Kahlo hier mit ihrem Mann Diego Rivera. Das Haus ist seit 1959 als Museum eingerichtet. Bei Umbauarbeiten wurden in einem Wandschrank 180 Kleidungsstücke aus der Region Oaxaca im Stil ihrer Selbstporträts gefunden, zudem Ohrringe, die von Picasso stammen sollen, sowie Schals, Schuhe und indigener Schmuck. Die meisten dieser Fundstücke wurden in einer weltweit beachteten Ausstellung anlässlich des einhundertsten Geburtstags der Künstlerin im Sommer 2007 gezeigt. Das Museum umfasst einen großen Teil von Kahlos Besitz und ihrer Gemälde.
Fotogalerie Casa Azul – Das Blaue Haus

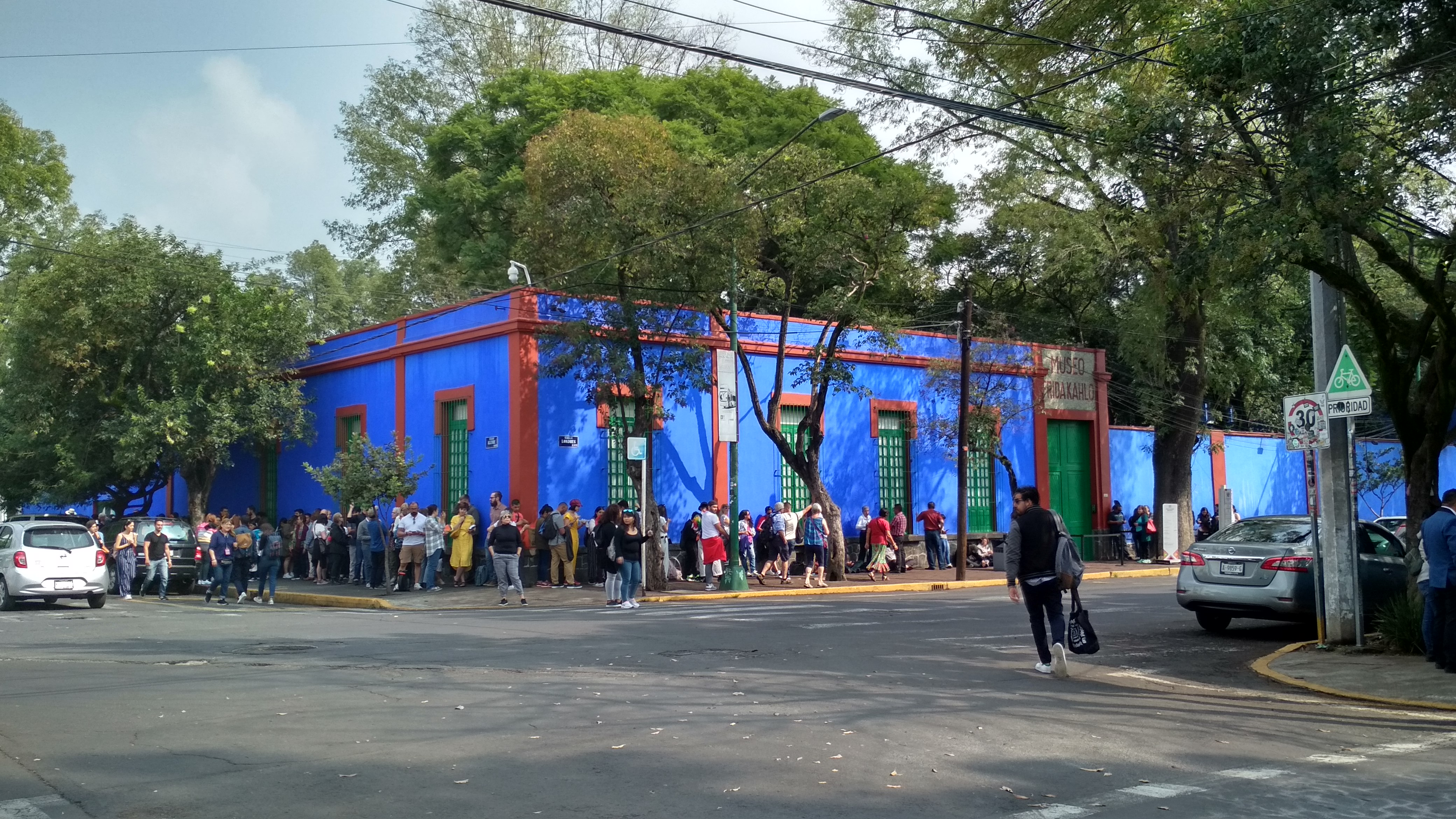
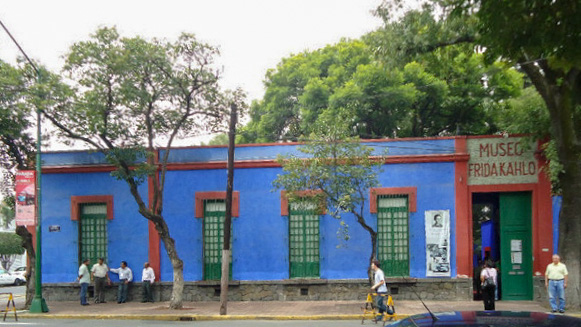
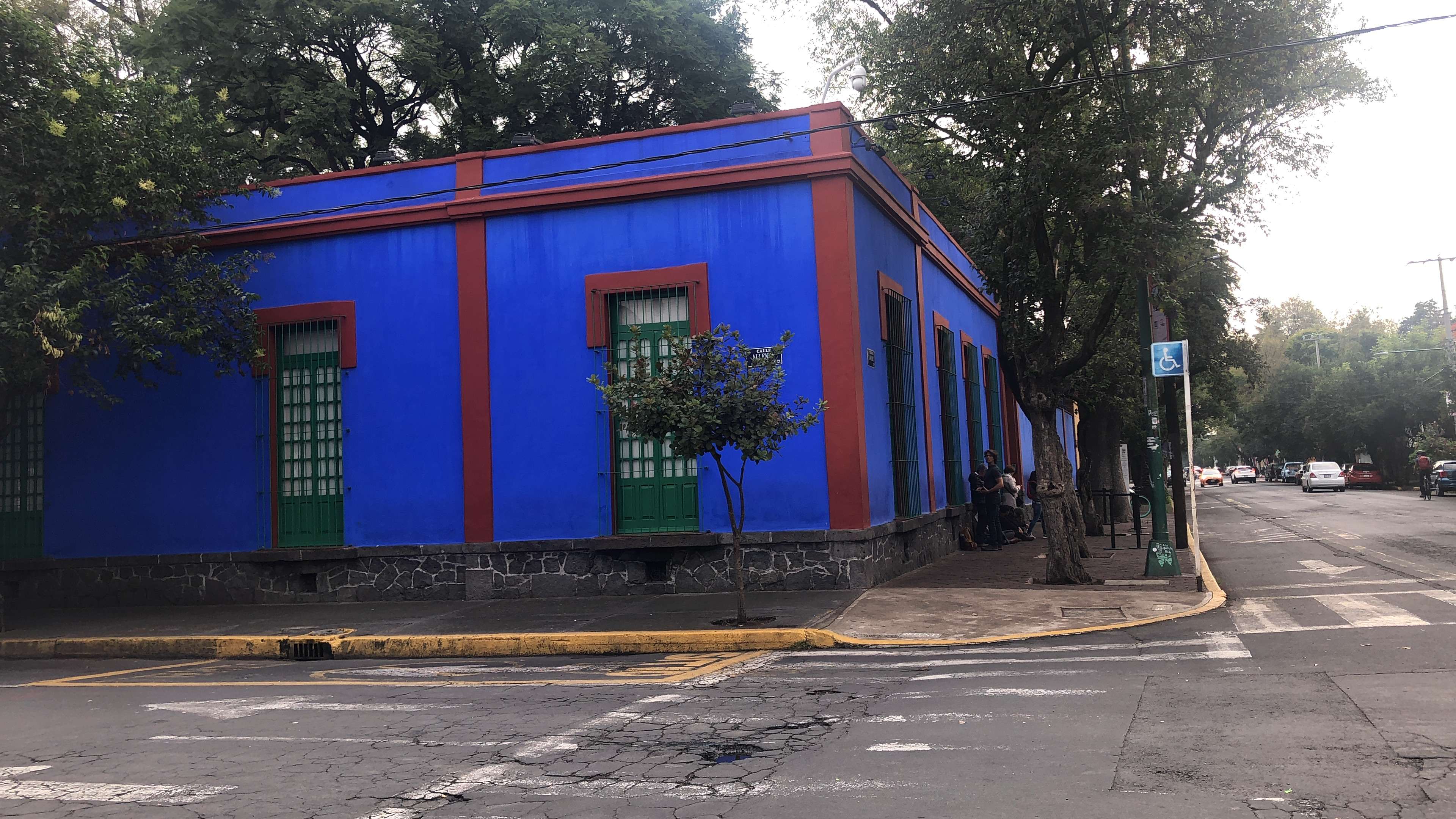
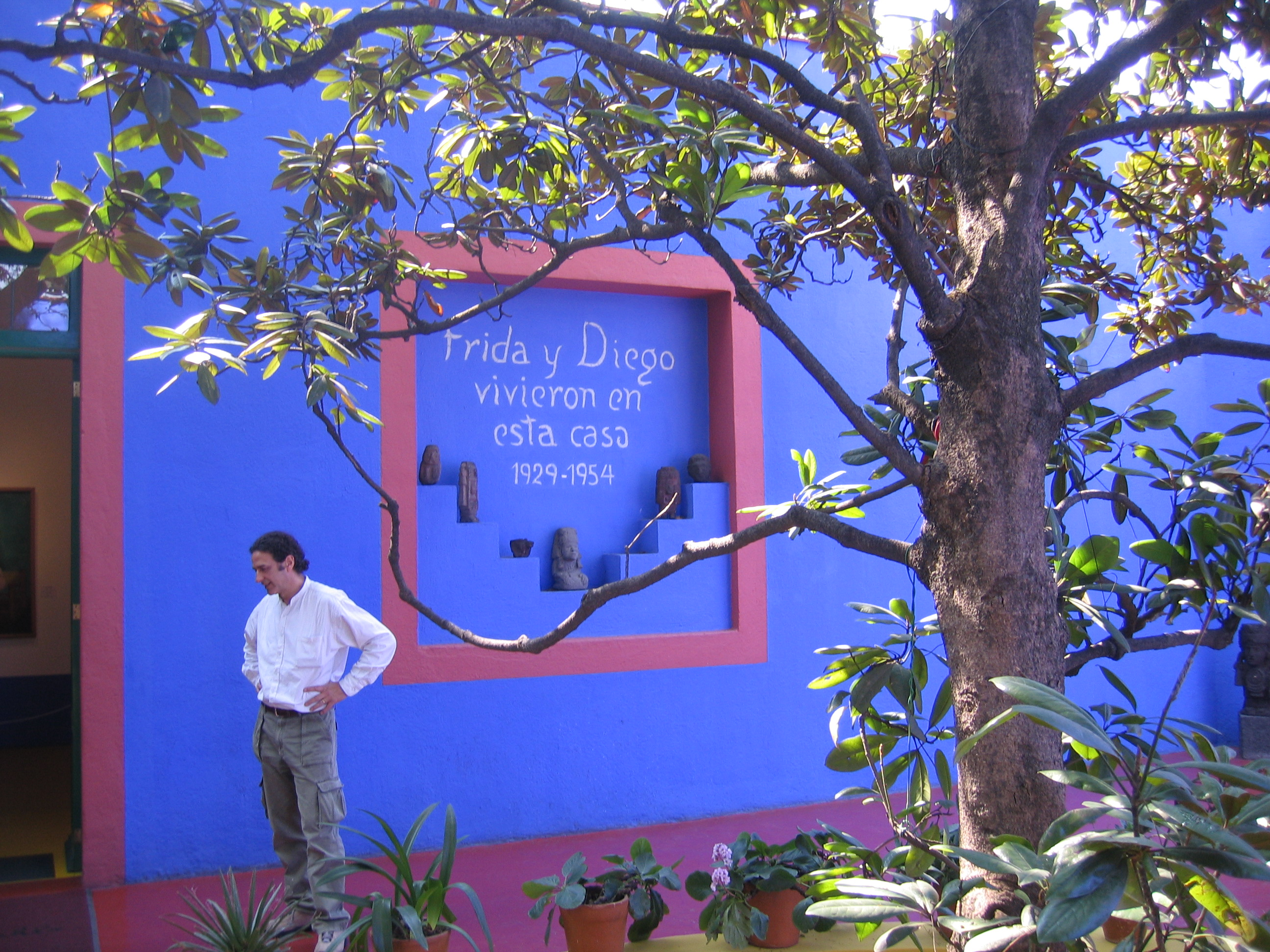
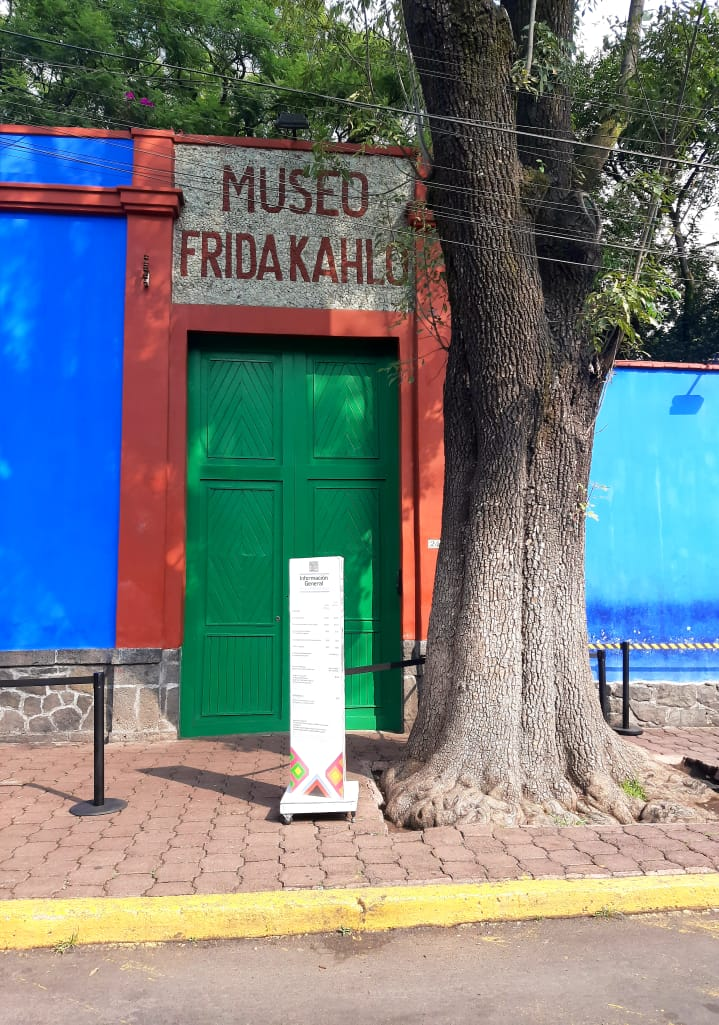
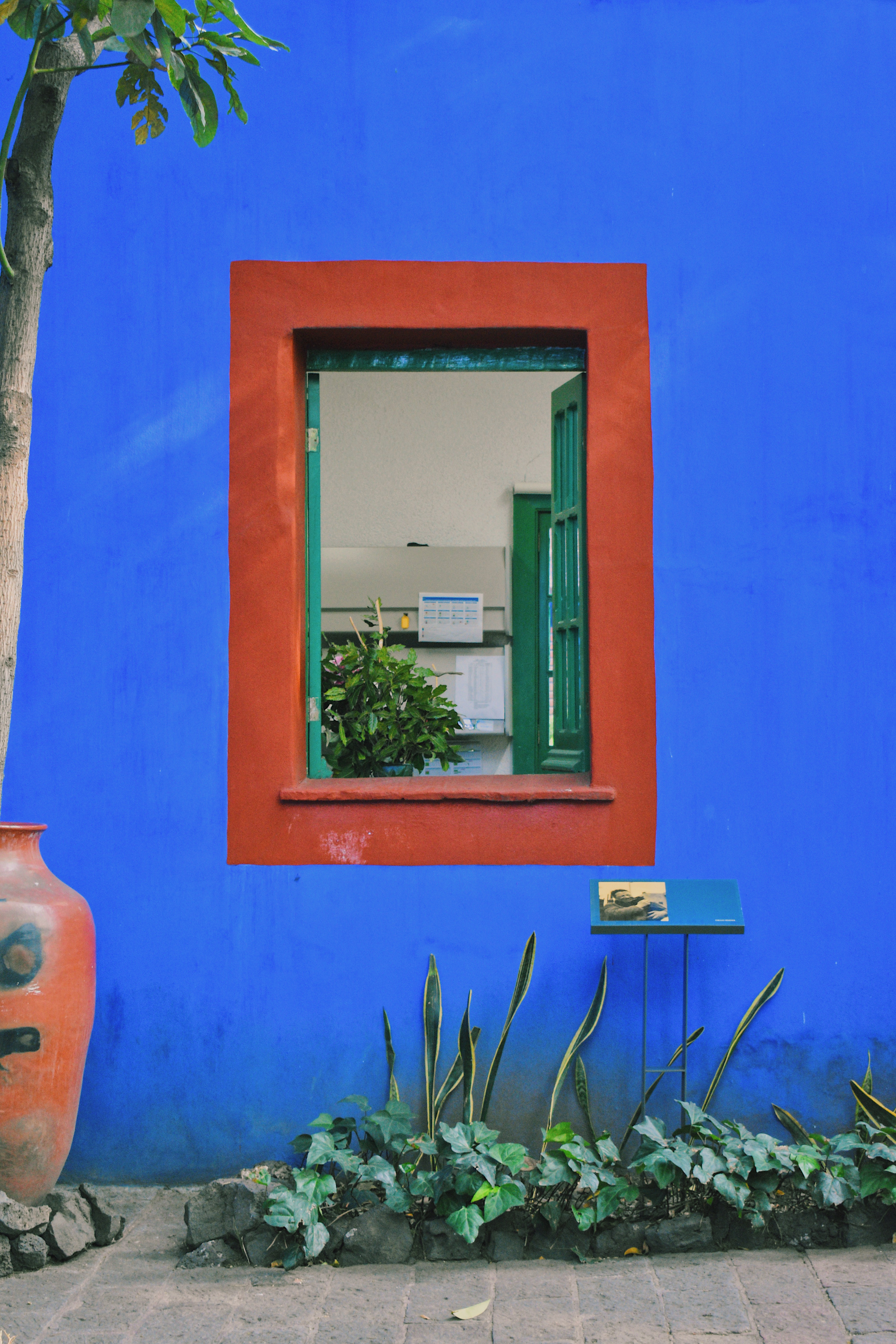
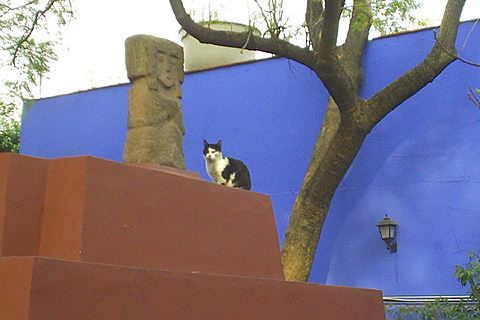
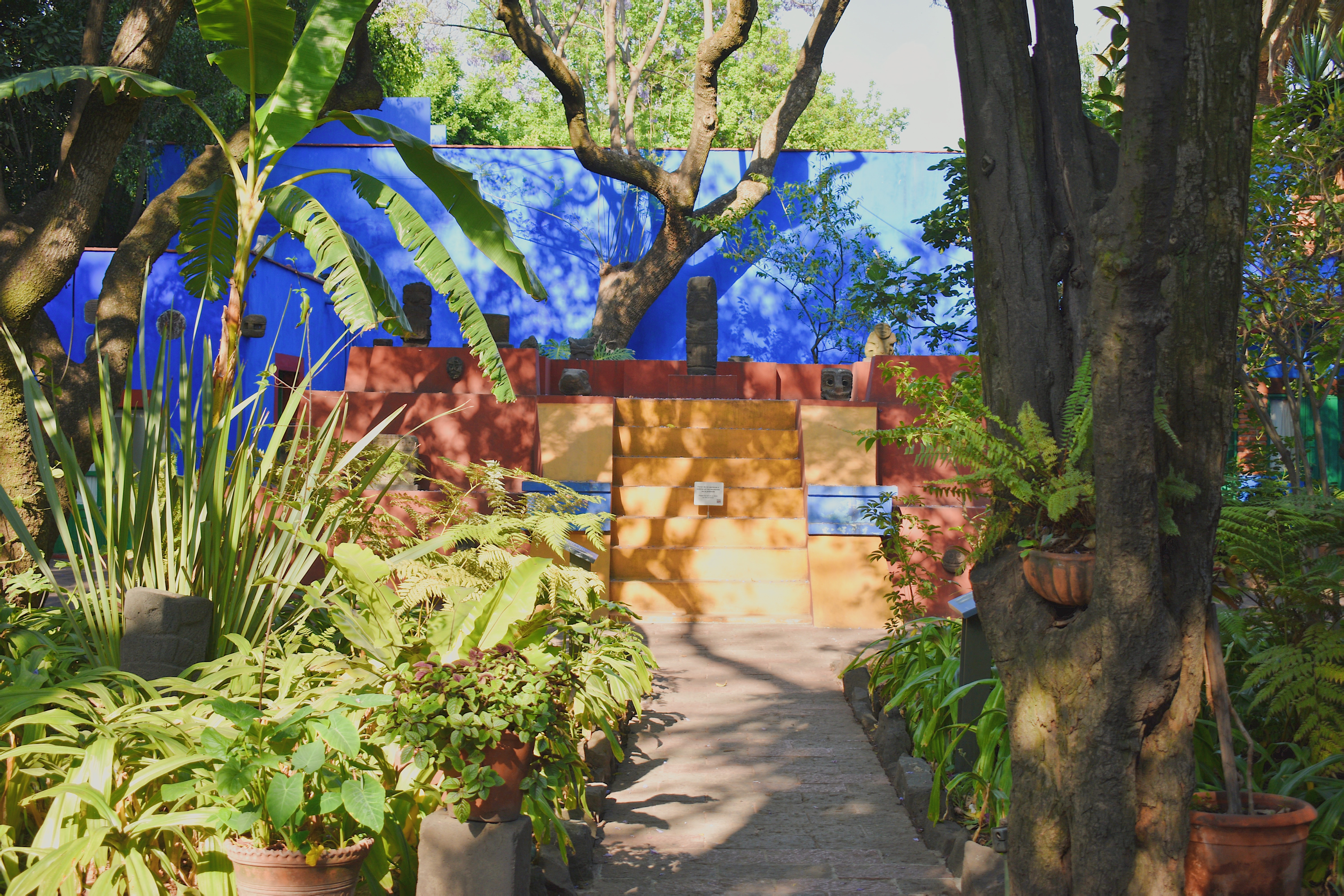
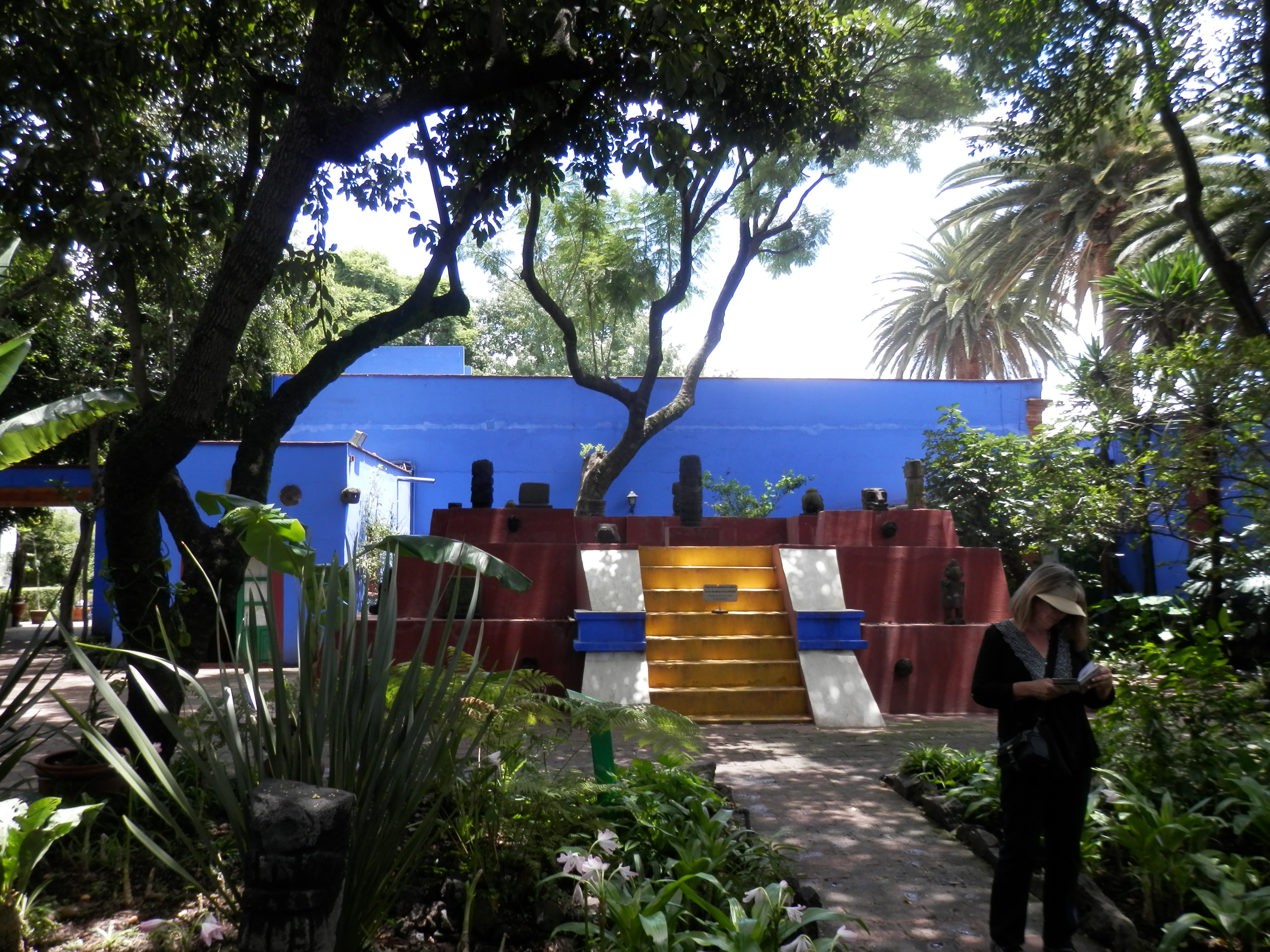

## Ausstellungen
Ausstellungen von Frida Kahlos Werk sind selten und schwierig zu organisieren. Zum einen umfasst das Gesamtwerk von Frida Kahlo, die nur 47 Jahre alt wurde, lediglich 144 Ölgemälde, zum anderen verfügte ihr Ehemann Diego Rivera, dass die Exponate, die sich im Museum Casa Azul in Coyoacán befinden, Mexiko niemals verlassen dürfen. Nur die Sammlung Dolores Olmendo Patiño mit rund 25 Bildern und die Sammlung Gelmann mit 17 Bildern umfassen einen Bestand ihres Schaffens, der in der Vergangenheit auch außerhalb Mexikos ausgestellt war.
Der amerikanische Galerist Julien Levy zeigte ihre erste Einzelausstellung in seiner New Yorker Galerie; sie lief vom 1. bis 15. November 1938. André Breton verfasste einen Beitrag im Katalog der Ausstellung und initiierte eine Ausstellung in Paris in der Galerie Renou et Colle 1939.
Die erste Frida-Kahlo-Ausstellung in Deutschland fand 1982 statt und kam aus der Whitechapel Art Gallery in London. Frida Kahlo and Tina Modotti, kuratiert von Laura Mulvey und Peter Wollen, war zunächst im Berliner Haus am Waldsee zu sehen, anschließend im Kunstverein Hamburg und im Kunstverein Hannover. 1993 gab es eine große Ausstellung in der Schirn Kunsthalle in Frankfurt: Die Welt der Frida Kahlo – Das Blaue Haus, kuratiert von Erika Billeter; 2006 im Bucerius Kunst Forum in Hamburg, kuratiert von Ortrud Westheider.
Da die Werke Frida Kahlos weltweit verstreut sind, viele auch Mexiko nicht verlassen dürfen oder von Privatsammlern nicht oder nur sehr bedingt veröffentlicht werden, wichen einige Museen auf lizenzierte Repliken aus, wie beispielsweise das Kunstmuseum Gehrke-Remund in Baden-Baden, für die Ausstellung Leid und Leidenschaft. Die Repliken wurden von ausgebildeten Kunstmalern in den Originalgrößen, mit Original-Material (Öl auf Leinwand, Öl auf Holz- bzw. Metallplatte) und im Originalstil gemalt. Neben den Kunstwerken und Fotos umfasste die Ausstellung (2009–2013) das kulturelle und historische Umfeld von Frida Kahlos Leben und ihrer Zeit in Mexiko: Tehuana Huipiles (Blusen) und Kleider, Schmuck, präkolumbische Skulpturen, mexikanische Votivbilder und das gesamte Umfeld, in dem die Künstlerin lebte und arbeitete. Das Kunstmuseum Gehrke-Remund zeigt in der Fotoausstellung Fridas Fotos über 150 Fotografien von Frida Kahlo.
Im Martin-Gropius-Bau in Berlin fand im Jahr 2010 die Frida-Kahlo-Retrospektive statt. Die von Helga Prignitz-Poda kuratierte Ausstellung lief vom 30. April bis zum 9. August 2010 und verzeichnete einen Besucherrekord von 235.000 Gästen. Anschließend war sie vom 1. September bis zum 5. Dezember 2010 im Bank Austria Kunstforum in Wien zu sehen; auch dort verzeichnete die Ausstellung einen Besucherrekord von über 300.000 Besuchern. In der Kunsthalle Würth in Schwäbisch Hall waren vom 28. April bis zum 16. September 2012 unter dem Titel MEXICANIDAD Bilder von Frida Kahlo und anderer mexikanischer Künstler zu sehen. 2013/2014 lief die Ausstellung Frida Kahlo/Diego Rivera – L'art en fusion im Musée de l’Orangerie in Paris.
Das Detroit Institute of Arts zeigte vom 15. März bis zum 12. Juli 2015 die Ausstellung Diego Rivera and Frida Kahlo in Detroit mit 23 Werken von Kahlo.
Die größte private Sammlung wird in einer Dauerausstellung im Museo Dolores Olmedo in Mexiko-Stadt gezeigt.